# St. Anthony (condado de Stearns, Minnesota)
St. Anthony es una ciudad ubicada en el condado de Stearns en el estado estadounidense de Minnesota. En el Censo de 2010 tenía una población de 86 habitantes y una densidad poblacional de 67,63 personas por km².

## Geografía
St. Anthony se encuentra ubicada en las coordenadas 45°41′20″N 94°36′42″O / 45.68889, -94.61167. Según la Oficina del Censo de los Estados Unidos, St. Anthony tiene una superficie total de 1.27 km², de la cual 1.27 km² corresponden a tierra firme y (0%) 0 km² es agua.

## Demografía
Según el censo de 2010, había 86 personas residiendo en St. Anthony. La densidad de población era de 67,63 hab./km². De los 86 habitantes, St. Anthony estaba compuesto por el 98.84% blancos, el 0% eran afroamericanos, el 0% eran amerindios, el 0% eran asiáticos, el 0% eran isleños del Pacífico, el 1.16% eran de otras razas y el 0% pertenecían a dos o más razas. Del total de la población el 1.16% eran hispanos o latinos de cualquier raza.